# Ciorna Tîsa, Rahău
Ciorna Tîsa (în ucraineană Чорна Тиса) este o comună în raionul Rahău, regiunea Transcarpatia, Ucraina, formată numai din satul de reședință.

## Demografie
Componența lingvistică a comunei Ciorna Tîsa
     Ucraineană (99,42%)
     Alte limbi (0,58%)
Conform recensământului din 2001, majoritatea populației comunei Ciorna Tîsa era vorbitoare de ucraineană (99,42%), existând în minoritate și vorbitori de alte limbi.